# Севілья Атлетіко
«Севілья Атлетіко» — резервна команда «Севільї» створена 1958 року. Найбільші успіхи — виступи в Сегунді (від сезону 2016/17 — також там). Найвище місце, яке в цьому дивізіоні посідала команда — дев'яте. Більшість історії колектив провів у Сегунді B (колишня Терсера).

## Минулі назви
- 1958—1960 — «Депортіво Пуерто»
- 1960—1991 — «Севілья Атлетіко»
- 1991—2006 — «Севілья В»
- від 2006 — «Севілья Атлетіко»

## Проведені сезони
- Сегунда Дивізіон - 3 сезони
- Сегунда Дивізіон Б - 28 сезонів
- Терсера Дивізіон - 24 сезони
- Регіональні чемпіонати - 3 сезони

## Досягнення
- Сегунда Дивізіон Б

Переможець: 2006/2007
- Терсера Дивізіон

Переможець: 1960/1961, 1961/1962, 1980/81, 1982/1983, 1983/1984, 1985/86, 1986/87, 2000/01

## Поточний склад
Станом на 4 липня 2015 року
| №  | Поз. | Нац.    | Гравець        |
| -- | ---- | ------- | -------------- |
| 1  | ВР   | Іспанія | Серхіо Ріко    |
| 2  | ВР   | Іспанія | Давід Сорія    |
| 3  | ВР   | Іспанія | Хосе Антоніо   |
| 4  | ЗХ   | Іспанія | Модесто Акоста |
| 5  | ЗХ   | Іспанія | Мойсес Лопес   |
| 6  | ЗХ   | Іспанія | Карлос Гаррідо |
| 7  | ЗХ   | Іспанія | Хосе Матос     |
| 8  | ЗХ   | Іспанія | Давід Кармона  |
| 10 | ЗХ   | Іспанія | Луїсімі        |
| 12 |      | Іспанія | Седеньо        |
| 13 |      | Іспанія | Хуанлу         |
| 14 | ЗХ   | Іспанія | Луїс Перес     |

| №  | Поз. | Нац.         | Гравець          |
| -- | ---- | ------------ | ---------------- |
| 15 | ПЗ   | Іспанія      | Антоніо Ромеро   |
| 17 | ПЗ   | Іспанія      | Борха Ласо       |
| 18 | ПЗ   | Іспанія      | Антоніо Котан    |
| 19 | ПЗ   | Іспанія      | Франсиско Тена   |
| 20 | ПЗ   | Гвінея-Бісау | Бету Катіану     |
| 21 | ПЗ   | Іспанія      | Хуанхе           |
| 22 | ПЗ   | Іспанія      | Пако Кандела     |
| 23 | НП   | Іспанія      | Хуан Муньос      |
| 24 | НП   | Іспанія      | Карлос Фернандес |
| 25 | НП   | Іспанія      | Нане             |
| 26 | НП   | Україна      | Мар'ян Швед      |